# Briante (rivière)
Pour les articles homonymes, voir Briante.
La Briante est une petite rivière française qui coule dans le département de l'Orne en Normandie. C'est un affluent de la Sarthe en rive droite, donc un sous-affluent de la Loire par la Sarthe et la Maine.

## Géographie
De 16,9 km de longueur, la Briante prend sa source sur le territoire de la commune du Bouillon, au cœur des reliefs bien arrosés de la forêt d'Écouves. Les hauteurs gréseuses de ce massif, qui culminent à 413 m, encadrent le bassin supérieur de la rivière, taillé dans des terrains imperméables et marqué par un rapide dénivelé. En cas de fortes intempéries elle prend alors un cours torrentiel et a été maintes fois responsable d'inondations à Alençon, en contrebas.
La Briante quitte la forêt d'Écouves par une cluse escarpée au lieu-dit des Rochers du Vignage et arrive en plaine, où elle a déposé depuis le Tertiaire terminal un large cône alluvial à travers lequel son cours a varié dans le temps avant de se fixer sur la vallée actuelle passant par les communes de Colombiers et Damigny. Dans ce parcours la rivière ne reçoit plus de tributaire et est sujette à des pertes qui diminuent sensiblement son débit .
Elle traverse ensuite l'ouest et le sud-ouest d'Alençon pour se jeter dans la Sarthe en rive droite.

## Histoire
La confluence de la Briante avec la Sarthe, formant un site facile à défendre et complété au surplus de zones marécageuses, a déterminé le développement d'Alençon. Pendant des siècles, la rivière était divisée entre de multiples bras utilisés par des moulins, lavoirs, blanchisseries, tanneries, abreuvoirs etc., tout en alimentant les douves du château des ducs d'Alençon. La rivière servait aussi de dépotoir et était réputée responsable d'exhalaisons pestilentielles et d'épidémies.
Des travaux de rectification et d'assainissement ont été entrepris à partir des années 1890-1900, et achevés en 1973 avec la pose de buses canalisant le flux principal sous la rue De-Lattre-de-Tassigny.
Depuis lors, la Briante presque entièrement voûtée ou passant par des endroits non accessibles au public n'est visible qu'en de rares endroits de la ville, principalement le long d'un jardin public aménagé au bas de la rue Honoré-de-Balzac où un bras suit le tracé de l'enceinte médiévale d'Alençon.

## Faune
La population piscicole comprend principalement des truites fario, des perches et des poissons blancs. La pêche est interdite en forêt d'Écouves.